# شیطان‌صفتان (فیلم ۱۹۹۶)
شیطان‌صفتان یا شیاطین (انگلیسی: Diabolique) فیلمی در ژانر نئو نوآر به کارگردانی جرمیا اس. چچیک و نویسندگی آنری-ژرژ کلوزو و دان روس است که در سال ۱۹۹۶ منتشر شد. این فیلم بازسازی فیلم فرانسوی شیطان‌صفتان (۱۹۵۵) به کارگردانی آنری-ژرژ کلوزو است. در این فیلم شارون استون، ایزابل آجانی، چاز پالمینتری و کتی بیتس بازی کرده‌اند. فیلم‌برداری این کار در پیتسبرگ، پنسیلوانیا و اطراف آن انجام گرفت.

## بازیگران
- شارون استون - نیکول هورنر
- ایزابل آجانی - میا برن
- چاز پالمینتری - گای برن
- کتی بیتس - شرلی ووگل
- شرلی نایت - سیمون ویچ
- آلن گارفیلد - لئو کتزمن